# Lalaine Vergara-Paras
Lalaine Ann Vergara-Paras (* 3. Juni 1987 in Burbank, Kalifornien), meist nur Lalaine genannt, ist eine US-amerikanische Schauspielerin und Sängerin. Sie hat philippinische, spanische und chinesische Vorfahren.

## Leben
Vergara-Paras erlangte durch ihre Rolle in der Fernsehserie Lizzie McGuire, die sie von 2001 bis 2003 spielte, an der Seite von Hilary Duff, größere Bekanntheit. Für diese Rolle wurde sie 2002 mit einem Young Artist Award ausgezeichnet. Zudem hatte sie auch einige kleine Auftritte in der siebten Staffel der Serie Buffy – Im Bann der Dämonen. 2004 ging sie auf die Philippinen, absolvierte dort mehrere Fernsehauftritte und hatte mit Flipside ihre eigene Fernsehshow, in der sie im Land rumreiste.
Sie war von 2000 bis Anfang 2005 mit dem US5-Sänger Richie zusammen, aus Karrieregründen trennten sie sich jedoch wieder. Von 2010 bis 2011 war sie Mitglied der Girlgroup Vanity Theft.

## Filmografie
- 1999: Annie – Weihnachten einer Waise (Annie)
- 1999: Skrupellos gehandelt – Babies gegen Bares (Border Line)
- 2001–2003: Lizzie McGuire (Fernsehserie)
- 2003: Ver-wünscht! (You Wish!)
- 2004: Promised Land als Norma
- 2004: Buffy – Im Bann der Dämonen (Buffy the Vampire Slayer, Fernsehserie, 2 Folgen)
- 2007: Kick It Like Sara (Her Best Move)
- 2009: Ninja – Im Zeichen des Drachen (Royal Kill)
- 2009–2011: Off the Clock (Fernsehserie, 6 Folgen)
- 2010: Einfach zu haben (Easy A)

## Diskografie

### Alben
- 2003: Lalaine: Inside Story

### Singles
- 2005: Lalaine: I’m Not Your Girl

### Compilations
- 2004: If You Wanna Rock (Album: Pixel Perfect Soundtrack)
- 2005: Cruella De Vil (Album: DisneyMania 3)
- 2005: Cruella De Vil (DJ Skribble Spot Remix) (Album: DisneyRemixMania)